# Diquark
Em física, um diquark é o estado hipotético de dois quarks agrupados dentro de um bárion(que consiste de três quarks). O diquark é frequentemente tratado como uma única partícula com qual interage com o terceiro quark através da interação forte. A existência de diquarks dentro dos nucleons é uma questão em discussão, mas eles ajudam a explicar algumas propriedades dos nucleons e reproduzir dados experimentais sensíveis à estrutura do nucleon. Pares diquark-antidikuark foram encontradas em partículas anômalas como a X(3872).

## Força entre diquarks
A força entre quarks em uma estrutura diquark é atrativa quando os spins e as cores são antissimétricas. Quando os dois quarks são correlacionados nesse sentido eles tendem a formar uma configuração de energia muito baixa. Essa configuração de energia baixa é o diquark.

## Controvérsia
Muitos cientistas teorizam que um diquark não deveria ser considerada uma partícula individual. Mesmo ele possuindo dois quarks ele não possui cores neutras e, portanto, não pode existir estados ligados como isolados. Então, ao invés disso, tendem a flutuar livremente dentro dos hádrons como entidades compostas; enquanto flutuam eles tem um tamanho de aproximadamente 1fm. Também pode ocorrer desse também ser o tamanho do próprio hádron.

## Usos
Diquarks são os "blocos de montar" conceituais, e como tal dão aos cientistas um princípio de ordenação para os estados mais importantes do espectro hadrônico. Existem diversos pedaços de evidências que provam que diquarks são fundamentais na estrutura dos hádrons. Uma das evidências mais recentes vem de um estudo relativamente recente sobre bárions. Nesse estudo o bárion tinha um quark pesado e dois leves. Desde que o quark pesado é inerte, os cientistas puderam discernir as propriedade de configurações de quark diferentes no espectro hadrônico.

## Experimentos bariônicos Λ e Σ
Um experimento foi conduzido usando diquarks em uma tentativa de estudar os bárions Λ e Σ que são produzidos na criação de hádrons criados por quarks em alta-velocidade. No experimento os quarks ionizaram a zona de vácuo. Isso produziu o par quark-antiquark, que então se converteram em mésons. Ao gerar um bárion montando quarks, é útil se os quarks primeiro formarem um estado de quark duplo estável. O Λ e o Σ são criados como um resultado dos quarks up, down e Strange. Cientistas descobriram que Λ contém o diquark[ud], enquanto o Σ não. A partir deste experimento os cientistas inferiram que os bárions Λ são mais comuns que os bárions Σ, e na verdade eles são mais comuns por um fator de 10.